# Bené Gomes
Bené Gomes, nome artístico de Benedito Carlos Gomes (Abadiânia, 23 de julho de 1959) é um cantor, compositor, produtor musical, multi-instrumentista e arranjador de música popular brasileira, conhecido por ter sido fundador, líder e vocalista da banda Koinonya, por qual foi membro durante seus vinte anos de existência.

## Biografia
Iniciou a sua trajetória artística em 1986, quando fundou o grupo Koinonya de Louvor em Goiânia. No mesmo ano lançou o álbum Aliança, com o sucesso "Quem Pode Livrar", composto após um acidente que sofreu na época. A partir daí, lançou, por meio da banda, uma série chamada Adoração, que do volume 1 ao 11 vendeu 1,5 milhão de cópias.
Por meio da banda, Bené gravou com vários músicos do cenário evangélico, como Alda Célia, Kleber Lucas, Asaph Borba, Gerson Ortega, Ludmila Ferber e Nádia Santolli. Em 1992 gravou o disco Digno sob o nome Comunidade Evangélica de Brasília, registro da igreja da qual era pastor, na época.
Em 1996, lançou seu primeiro e único disco solo, Deus Maravilhoso. O disco teve participações do baixista Abraham Laboriel e do pianista Rique Pantoja.
Em 1999, revisitou músicas de sua banda e lançou o álbum Ao Único em 1999. Anos mais tarde, em 2012, lançou um disco de músicas inéditas, Um Lugar Mais Alto.
Como pastor da Nova Igreja presente na Barra da Tijuca, passou a fazer parte da banda Nova Igreja Music.

## Discografia
Solo
- 1996: Deus Maravilhoso
- 1999: Ao Único
- 2012: Um Lugar Mais Alto

Com o Koinonya